# Skarpnäck Airfield
Skarpnäck Airfield (Zweeds: Skarpnäcks Flygfält) was een vliegveld op Skarpnäcksfältet, een onderdistrict van Skarpnäck, Stockholm, Zweden. Het werd voornamelijk gebruikt voor zweefvliegen. Het vliegveld werd in 1980 gesloten. In de daaropvolgende jaren werden er flatgebouwen gebouwd.

## Geschiedenis

### Vliegveld
Het Skarpnäck-vliegveld werd rond 1940 op Skarpnäcksfältet gebouwd. Oorspronkelijk was de luchthaven bedoeld als reserve vliegveld voor het leger, maar dat idee werd al snel gedumpt. In 1943 verplaatste Stockholms Segelflygklubb (Engels: Stockholm's Sailplane Association) haar activiteiten naar het vliegveld. Het vliegveld werd vaak gebruikt voor verschillende activiteiten, waaronder ballonvliegen, autoraces, honkbal en hondenraces.

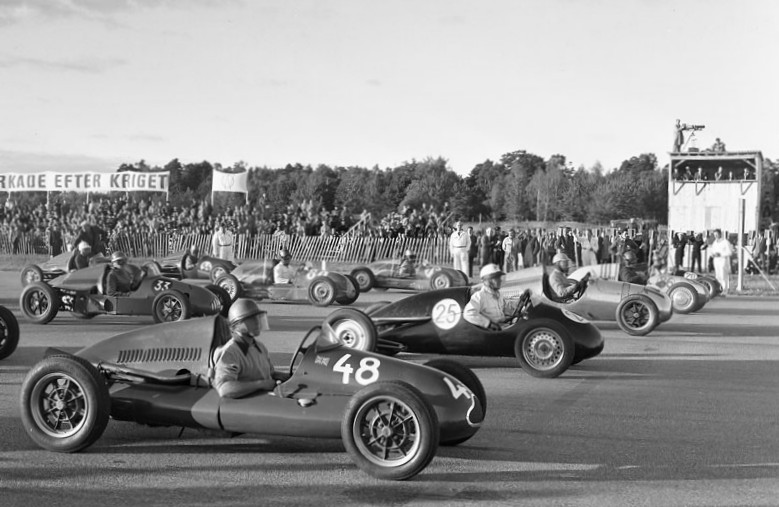
De Skarpnäcksloppet in 1952.

### Circuit
De luchthaven werd gebruikt als autoracecircuit voor de Stockholm Grand Prix van 1948, een Formule 2-race. Het was de enige editie van de Grand Prix van Stockholm, en vond plaats op 29 tot en met 30 mei 1948. De race werd gewonnen door B. Bira in een Simca-Gordini T15 van Equipe Gordini. Aanvankelijk werd hem zijn overwinning ontnomen. Dit kwam door de start, waarbij Prins Bertil hulp had geboden door de auto van B. Bira aan te duwen. Een jaar later werd B. Bira weer officieel erkend als winnaar. Het jaar daarop werd hier de Swedish Summer Grand Prix gehouden. Het circuit was 2,20 km lang en had vijf bochten in een algemene driehoekige vorm. Ook werden er races verreden voor de Svenska Mästerskapet för Standardvagnar (later de STTC).

### Politiek activistische bewegingen
Het vliegveld werd een centrum voor bewegingen uit de alternatieve samenleving. In augustus 1950 organiseerde de International Union of Socialist Youth, samen met de Swedish Social Democratic Youth League, een internationaal tentenkamp van een week, waaraan Tage Erlander (premier van Zweden) deelnam. Tijdens de milieuconferentie van de Verenigde Naties in 1972, die plaatsvond in Stockholm, verzamelden duizenden hippies, milieuactivisten en linkse activisten zich in een groot tentenkamp op Skarpnäck Airfield, voornamelijk georganiseerd door de Hog Farm en andere Woodstock-veteranen. Dit werd ook een groot muzikaal evenement, met progressieve artiesten als Peps Persson, Kebnekajse, Blå Tåget en Träd, Gräs & Stenar.

### kerkdienst
Op initiatief van Motorförarnas Helnykterhetsförbund, een matigheidsorganisatie, werd op 30 mei 1957 de eerste 'drive-in kerkdienst' van Zweden gehouden op het vliegveld van Skarpnäck. Bisschop Odd Hagen van de Methodistenkerk sprak voor 1.000 auto's en in totaal ongeveer 6.000 mensen. Het altaar werd op een vrachtwagenplatform geplaatst.

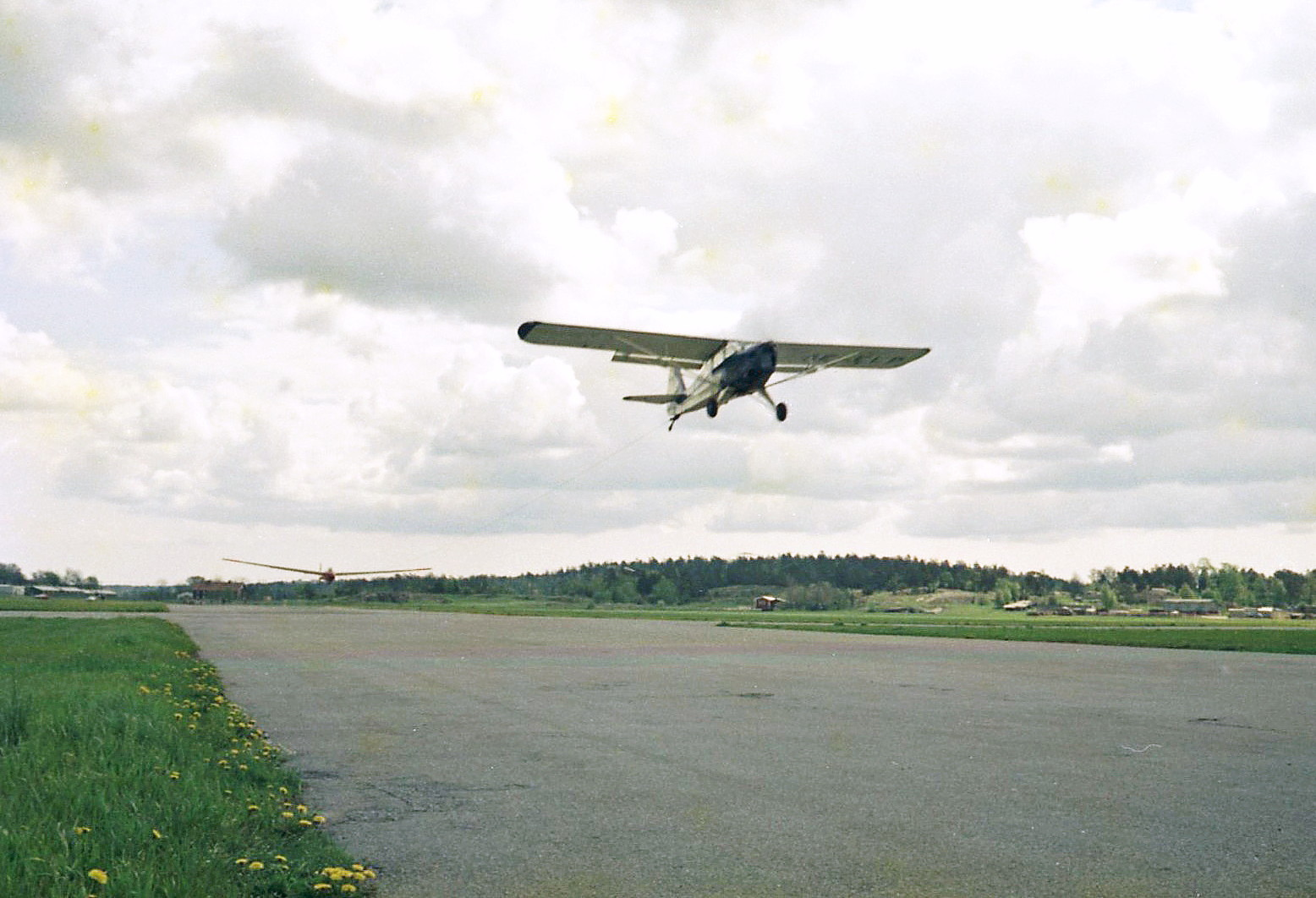
Zweefvliegtuig op Skarpnäck Airfield in 1972.

### Sluiting
In september 1980 besloot de gemeente Stockholm dat op het vliegveld een grote woonwijk genaamd Skarpnäcksstaden (Engels: The Skarpnäck City) zou worden gebouwd. De honkbal- en windhondenraces bleven en werden opgenomen in de nieuwe woonwijk, maar de windhondenraces werden in 2006 beëindigd ten gunste van een voetbalveld van kunstgras.